# Grand Marnier
El Grand Marnier es un licor triple seco creado en 1880 por Alexandre Marnier-Lapostolle. Se produce a partir de una mezcla de coñac y esencia destilada de naranja amarga. Tiene un 40% de alcohol (40°) y se producen diversas variedades, la mayoría de las cuales se toman como digestivo y pueden usarse también en cócteles y postres.

## Uso en cocina
El Grand Marnier se emplea en diversos pasteles, como bollos borrachos. También se usa en el postre francés conocido como Bûche de Noël (Tronco de Navidad). Lo incluyen con frecuencia recetas de salsa de arándanos, para contrarrestar el amargor de esta fruta. Es un ingrediente del crêpe Suzette, el suflé Grand Marnier y la crème brûlée.

## Cócteles
El Grand Marnier puede usarse para elaborar cócteles como el Sidecar, Dirty Harry, Grand Mimosa, B-52, Grand Marnier Smash, Grand Smash, Smash Marnier, Bloody Smash, Maced Marnier, Ace Marnier Smash, Frosty Smash, Smace, Grand Hound, Grand Marnier Fireball y Valenciano.